# D4-es autópálya (Szlovákia)
A D4-es autópálya (szlovákul diaľnica D4) Szlovákia építés alatt álló északnyugati autópályája, a pozsonyi körgyűrű része, amely az osztrák határon, az osztrák S8-as autóút végénél kezdődik és az osztrák A6-os autópályáig tart.

## Története

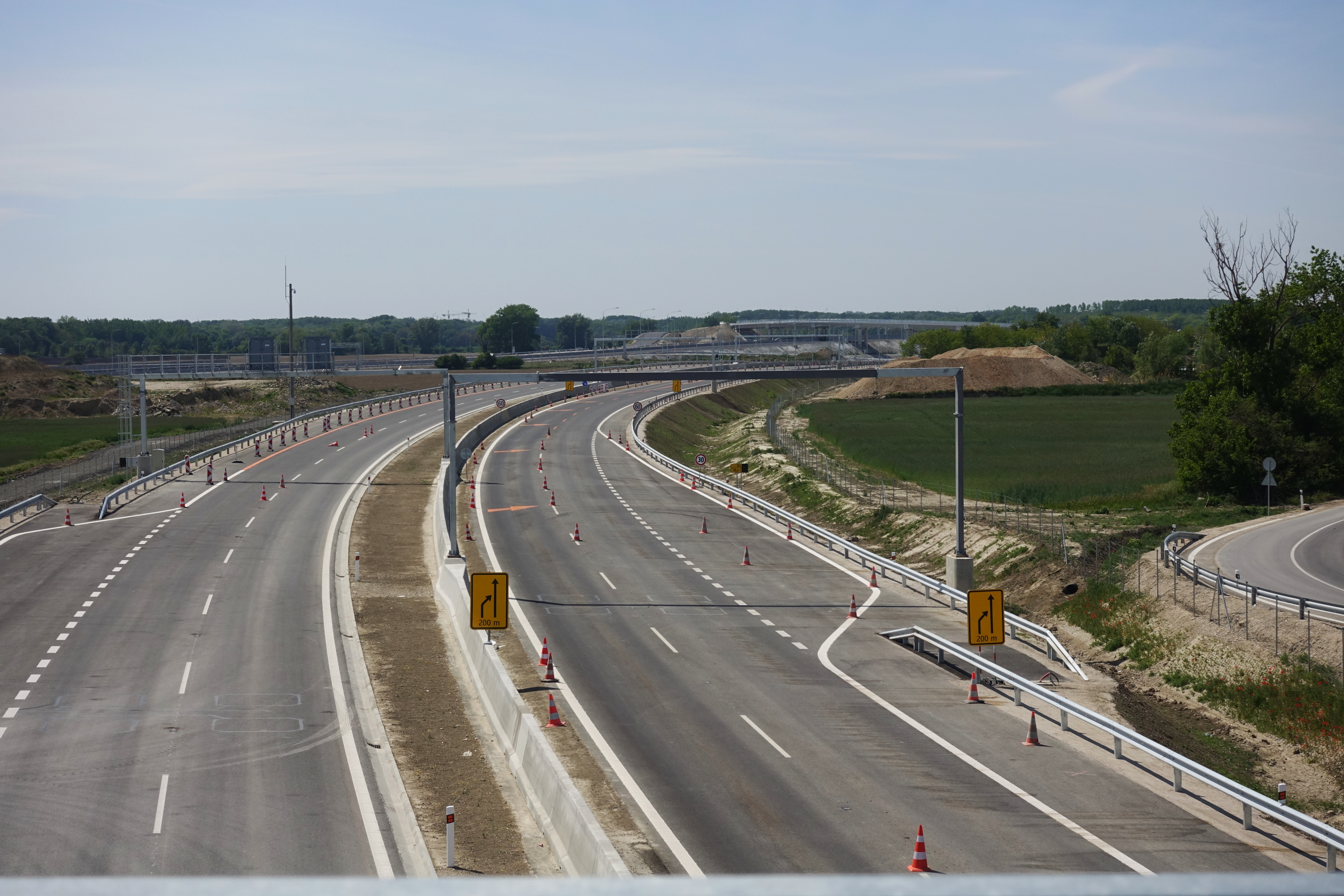
D4 a D4xR7 kereszteződés és vasúti átjáró közelében (még nincsen átadva)

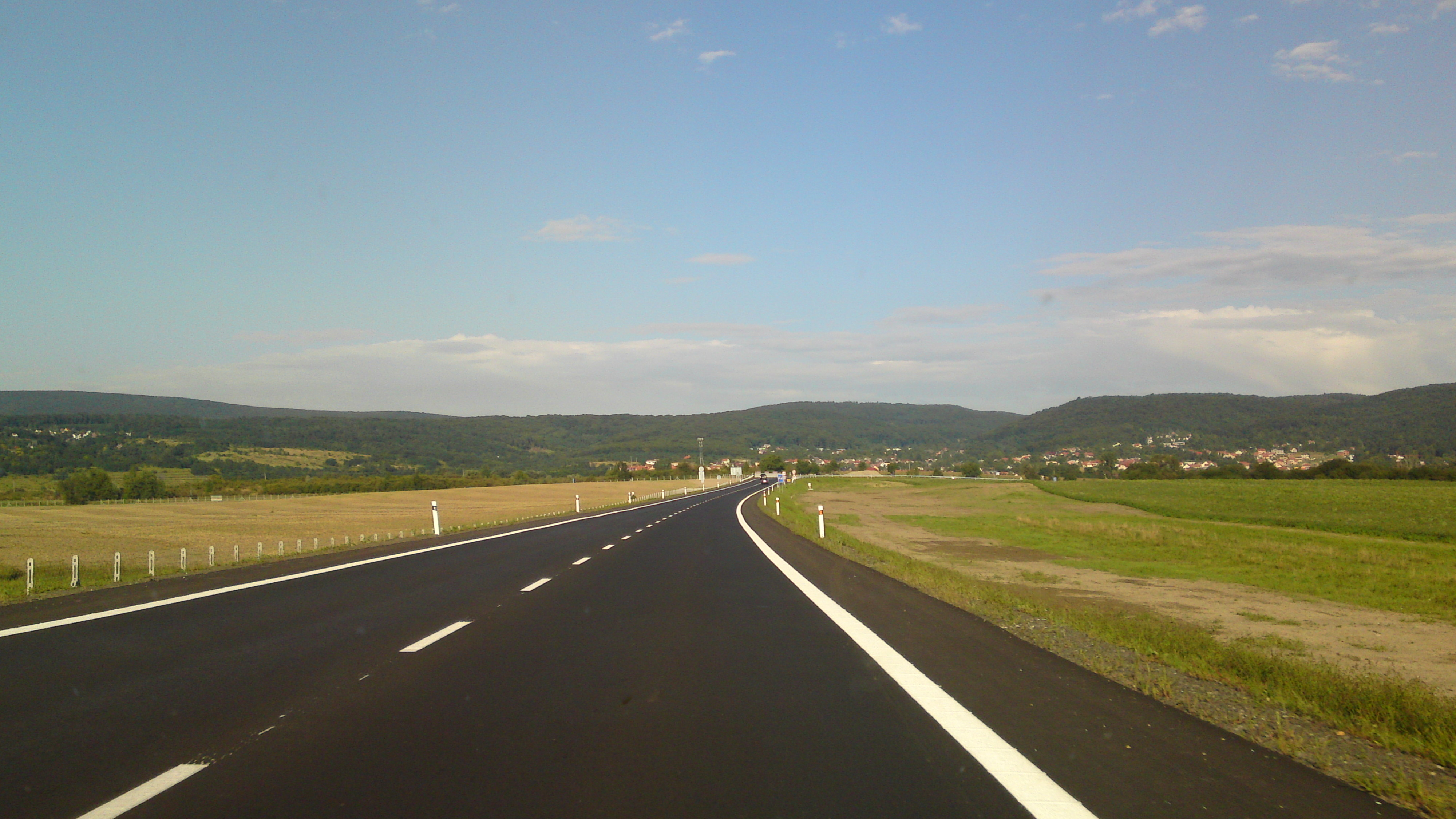
Dévényújfalu–Stomfa autópálya bekötés (2011-ben átadva)

Az építkezés 1996-ban kezdődött és az első szakasz 1999 júniusában nyílt meg. Ez egy 2 km hosszú összeköttetés az osztrák A6-os autópálya és D2-es autópálya Horvátjárfalu között. A tervezési és építési időszakaszban ennek a szakasznak a számozása D61-es autópálya volt, de 1999-ben D4-esre lett számozva, miután a szlovák autópálya és az autópálya-hálózat újraszámozódott. A forgalom számára az utat 2007. november 19-én nyitották meg, amikor a teljes osztrák szakasz el készült.
A körgyűrű északi szakaszán Stomfa és a Dévényújfalu közelében lévő D2-es autópályához való bekötés 3 km hosszú szakaszát 2011. augusztus 1-jén nyitották meg a forgalom számára. Az útszakasz 2x1 sávos kialakítású és jelenleg a Volkswagen gyárnál ér véget. Csak a déli oldali pálya készült el. A tervezett nyugati folytatásával az osztrák S8-as autóúthoz fog csatlakozni.
2016-ban kezdődött a D4-es autópálya 4,5 kilométeres szakaszának építése Csölle  és az R7-es autóút között, amit az R7-es 25,2 km-es Dénesdtorcsmisérd és Gelle közötti szakaszának kivitelezésével lapcsoltak össze. Az autópálya szakasz és R7-csomópont 2020. március 28-ára elkészült, de a koronavírus terjedése meghiúsította a használatbavételi eljárást. Végül 2020. július 19-én adták át. A részleges átadással az R7 autóút forgalmát a D4 autópálya Pozsony/Pozsonypüspöki csomópontjába, azaz egyéb haladási irány hiányában a 63-as főútra vezették vissza ideiglenesen.
2021 szeptember 26-án átadták a 4,3 km hosszú Bratislava-Petržalka és Bratislava-juh szakaszt, amelynek része a Lužný most dunahíd is. 2021. október 3-án a 2,2 km hosszú szakasz átadása következett Bratislava-Jarovce és Bratislava-Petržalka csomópontok között. 2021. november 13-án megnyitották a 3 km-es Bratislava-východ - Bratislava-Vajnory autópálya szakaszt is.
A Horvátjárfalu D2-es autópályától keletre kiinduló és Pozsonyivánka 27,3 km-es szakaszát, valamint az R7-es autóút Csölle és Gelle között (32,1 km)  PPP projekt részeként építették és üzemeltetik. Öt új kereszteződés, két autópálya-kereszteződés épült Pozsony-Kötélszer (Ketelec) (az R7-essel) és az Pozsonyivánka (a D1-gyel) közelében, valamint egy nagy, kétirányú pihenőhely Csölle közelében, és a meglévő Horvátjárfalu melletti autópálya kereszteződés a D2-vel. Hosszú távon egy további csatlakozási pontot terveznek Tőkésiszigetnél. A Duna és a Dunajské luhy tájvédelmi terület egy részét keresztezik egy 2,9 km hosszú Lužný híd és egy megemelt út kombinációval.
A spanyol Cintra, az osztrák Porr és az ausztrál Macquarie Capital által létrehozott Obchvat Nula konzorcium 2015 decemberében nyerte el a második szlovák PPP autópálya-projekt szerződését 30 évre. Útvonala tartalmazza a D4-et és az R7-et. A szerződésnek eredetileg a 2016. márciusi parlamenti választások előtt kellett volna megtörténni, de csak 2016. május 20-án, Somorján, ünnepségen hajtották végre. A szerződés megkötésekor a szlovák állam kiszámította a rögzített éves kifizetést, amely 56,72 millió eurót tesz ki 30 évre, tehát a projekt teljes értéke körülbelül 1,89 milliárd eurót tett ki, figyelembe véve az inflációt és a kamatot. Roman Brecely közlekedési miniszter szerint 2016. júniustól a finanszírozás utáni összérték 1,76 milliárd euró körül mozog. Az Európai Beruházási Bank 426 millió euró hitellel vesz részt a finanszírozásban. Az építkezés hivatalos kezdete 2016. október 24-én volt.
A teljes projekt első részeként 2018. szeptember 26-án megnyitották a Dunahidas öt kilométeres hosszú déli elkerülőjét az 572 másodrendű főútként, amely a község mentén új csomóponttal kapcsolódik az autópályához. 

## Épülő szakaszok
A D1-es és D4-es autópálya csomópont kivitelezése csak részben készült el, mivel a két autópálya nem csatlakozik egymáshoz. Ennek befejező kivitelezését várhatóan 2022-től kezdhetik meg.
A további szakaszként a Dévényújfalu felé vezető autópálya bezárását tervezik. A 11 km hosszú Kárpátia alagút a Kis-Kárpátokon keresztül jön létre és az 502-es főúti csomóponttól indulna nyugatra.

## Környezetvédelmi szabálytalanságok
Először 2018 júliusában a környezetvédelmi hatóságok indítottak büntetőeljárást a D4-es autópálya kapcsán felmerült, hulladéktárolással összefüggő bűntettek miatt. Több információ ugyanis arra utalt, hogy az új pozsonyi buszpályaudvar építése során kiásott szennyezett földet a D4-es körgyűrű és az R7-es autóút alapozásánál használták. A gyanú szerint a veszélyes építőanyagot és építési hulladékot a horvátjárfalusi holtág (Jarovské rameno) térségében is töltésként használhattak fel. A rendőrség megerősítette, hogy a Pozsony megyében lebonyolított razziák és eljárások a szóban forgó közlekedési projektek kapcsán felmerült ökológiai bűncselekményekkel voltak összefüggésben. A szennyezett talaj veszélyezteti a pozsonyi vízbázist.
2019 márciusában rendőrök újabb helyszínelést tartottak egy Pozsonyligetfalu városrészében lévő bezárt szemétlerakónál is. A lerakó jelenleg felszámolás alatt áll, mivel a helyén lakónegyed épül. A felszámolást végző Cresco Group, a.s. vállalatnál is házkutatást tartottak. A gyanú szerint a gyanúsítottak földdel kevert hulladékot használtak fel a körgyűrű és az R7-es gyorsforgalmi út építkezésénél. 2020. április 24-én a közlekedési miniszter bejelentette, hogy a D4 sztráda alapjába a kivitelező konzorcium hulladékot épített be, ahogy a miniszter fogalmazott „a pozsonyi Slnečnice lakótelepnél lévő hulladéklerakót egyszerűen áthelyezték a D4-es autópálya alá”. A szóban forgó 1,3 kilométeres szakasz alatt veszélyes hulladék is van, ezért az esetleges bontást speciális körülmények között kell elvégezni. A bontást pedig a kivitelező Zero Bypass Limited nevű konzorciumnak kell fizetnie.

## Szakaszai
| Szakasz                                                                                   | Hossza   | Az építés kezdete | Forgalomba helyezés                |
| ----------------------------------------------------------------------------------------- | -------- | ----------------- | ---------------------------------- |
| Osztrák-szlovák határ (Köpcsény–Horvátjárfalu) – Pozsony, Horvátjárfalu (D2-es autópálya) | 2,000 km | 1996              | 1999. június                       |
| Pozsony, Horvátújfalu – Pozsony, Kötélszer (R7-es autóút)                                 | 6,500 km | 2016              | 2020/2021                          |
| Pozsony, Kötélszer (R7-es autóút) – Csölle                                                | 4,5 km   | 2016              | 2020. július 19.                   |
| Pozsony, Csölle – Pozsony, Pozsonypüspöki                                                 | 3,60 km  | 2016              | 2020                               |
| Pozsonypüspöki – Pozsonyivánka-nyugat                                                     | 7,60 km  | 2016              | 2020                               |
| Pozsonyivánka-nyugat – Pozsonyivánka-észak, D4×D1 kereszteződés                           | 1,00 km  | 2016              | 2020                               |
| Pozsonyivánka-észak – Pozsony, Récse                                                      | 4,40 km  | 2016              | 2021                               |
| Récse – Dévényújfalu                                                                      | 12,40 km | ????              | 2030 után                          |
| Pozsonybeszterce – Pozsony, Dévényújfalu                                                  | 3,025 km | 2009. április     | 2011. augusztus 1. (fél-autópálya) |
| Pozsony, Dévényújfalu – szlovák- osztrák államhatár (Dévényújfalu–Marchegg)               | 3,570 km | ????              | 2030 után                          |